# Скавіна

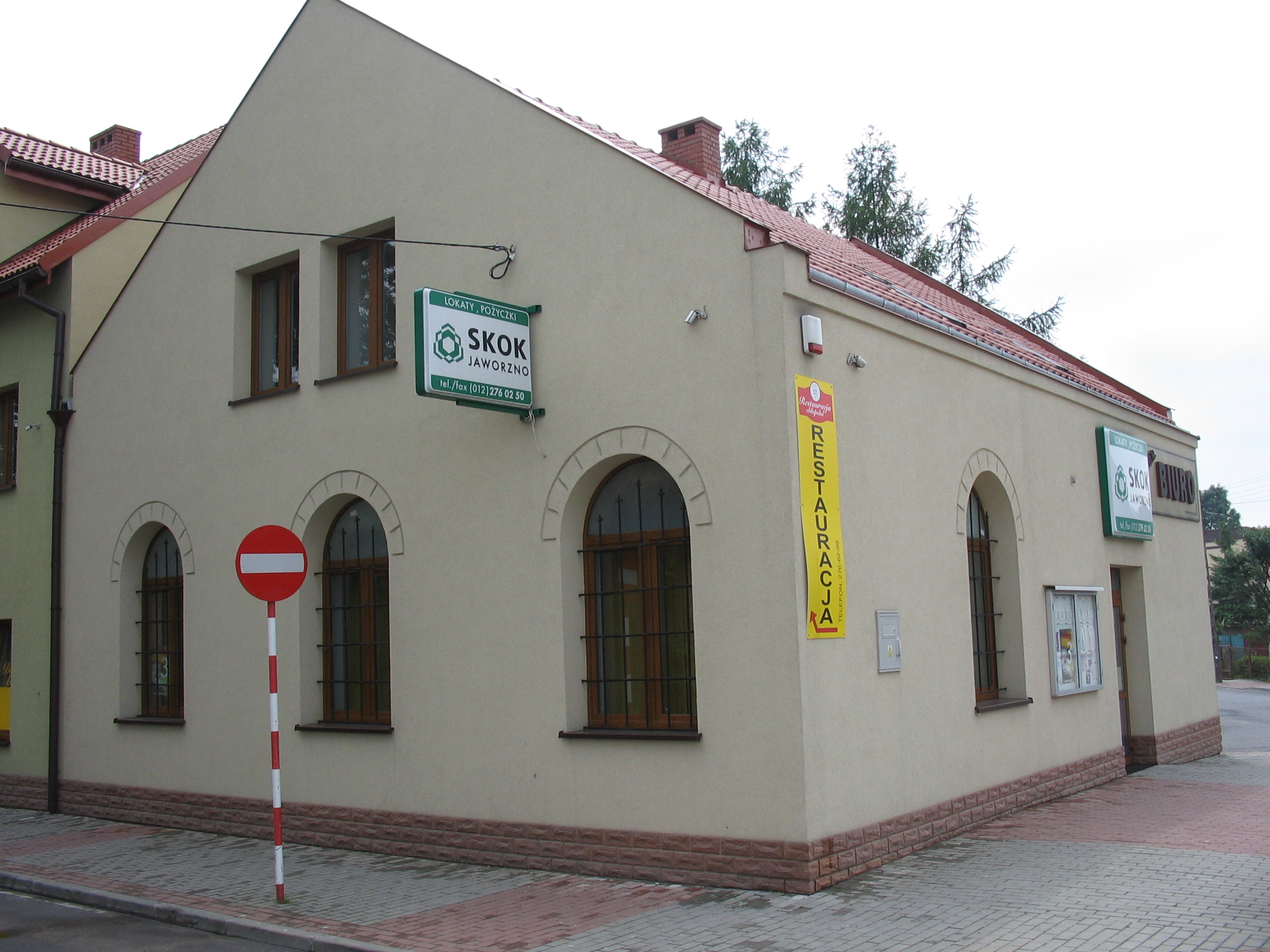
Колишня будівля синагоги в Скавіні

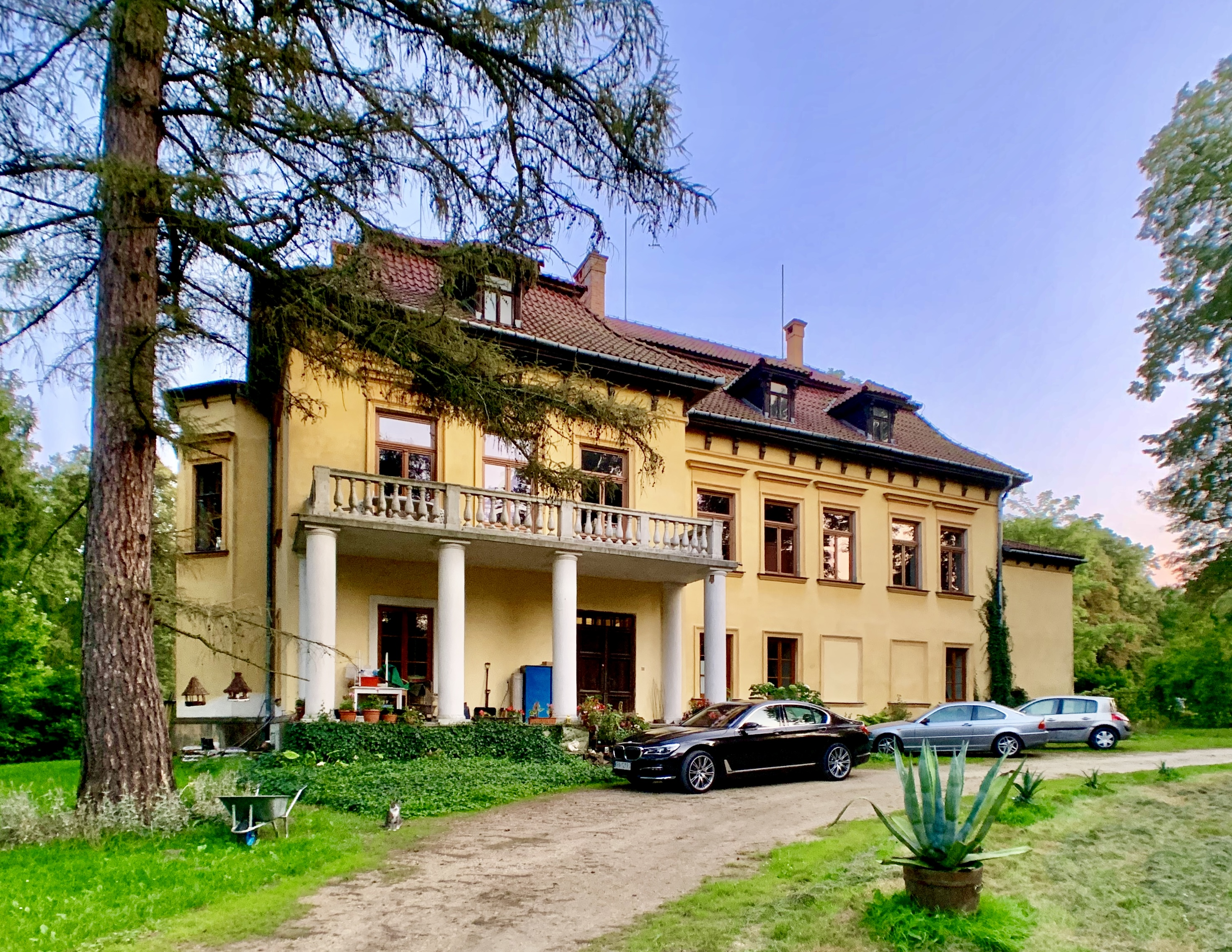
Садиба в Корабніках

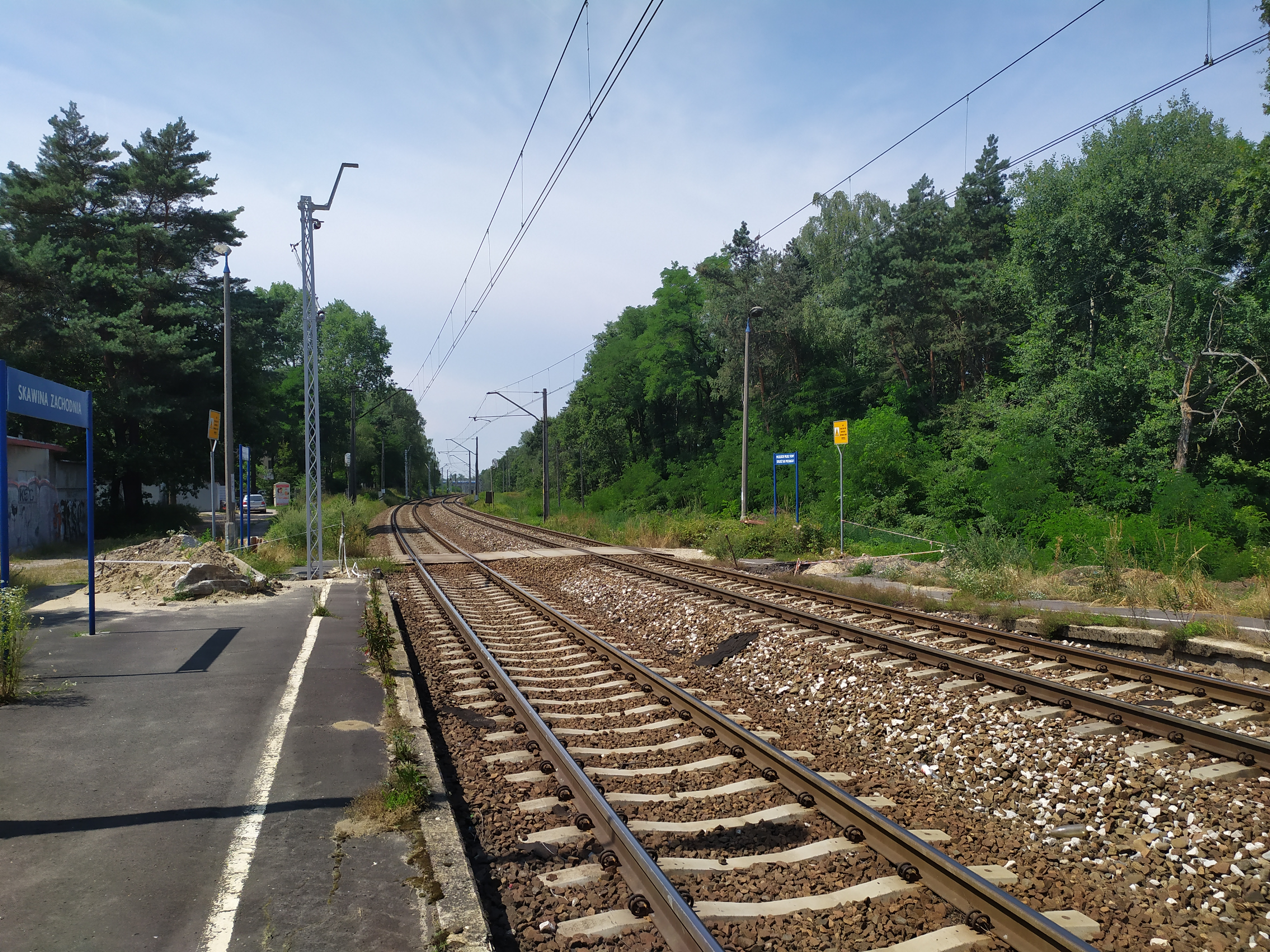
Залізнична станція "Скавіна Заходня"

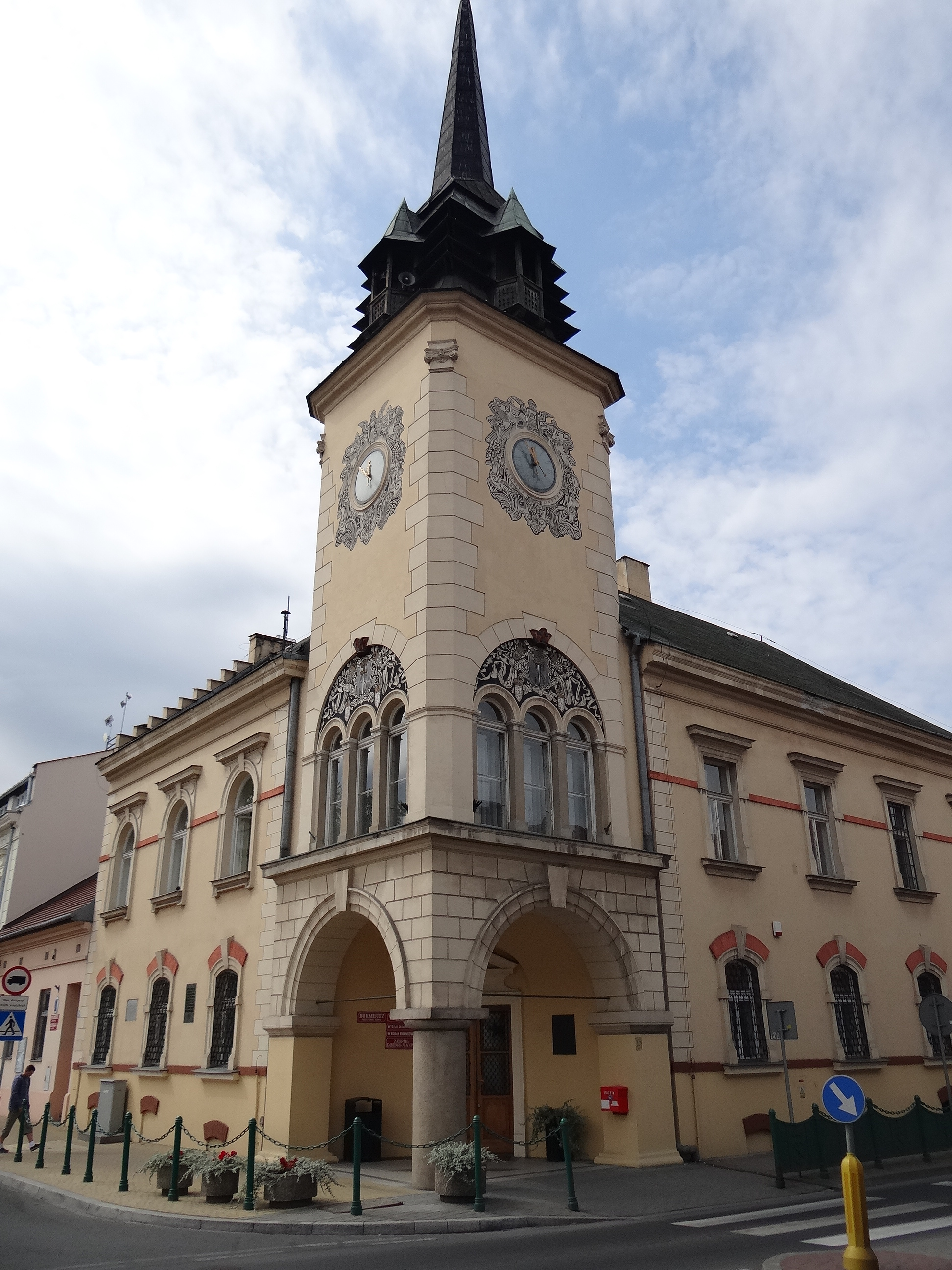
Скавінська ратуша

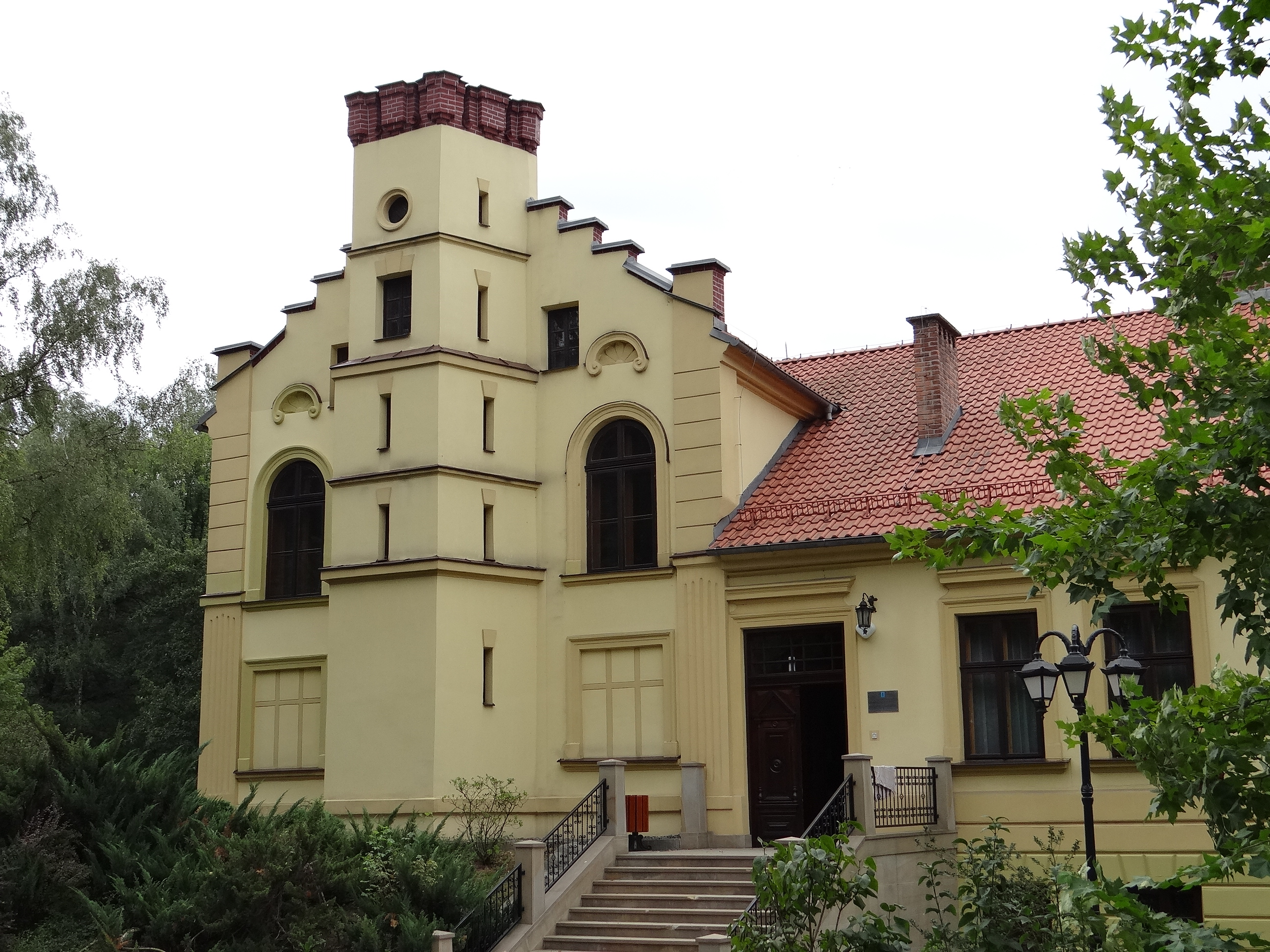
Палац "Сокол"

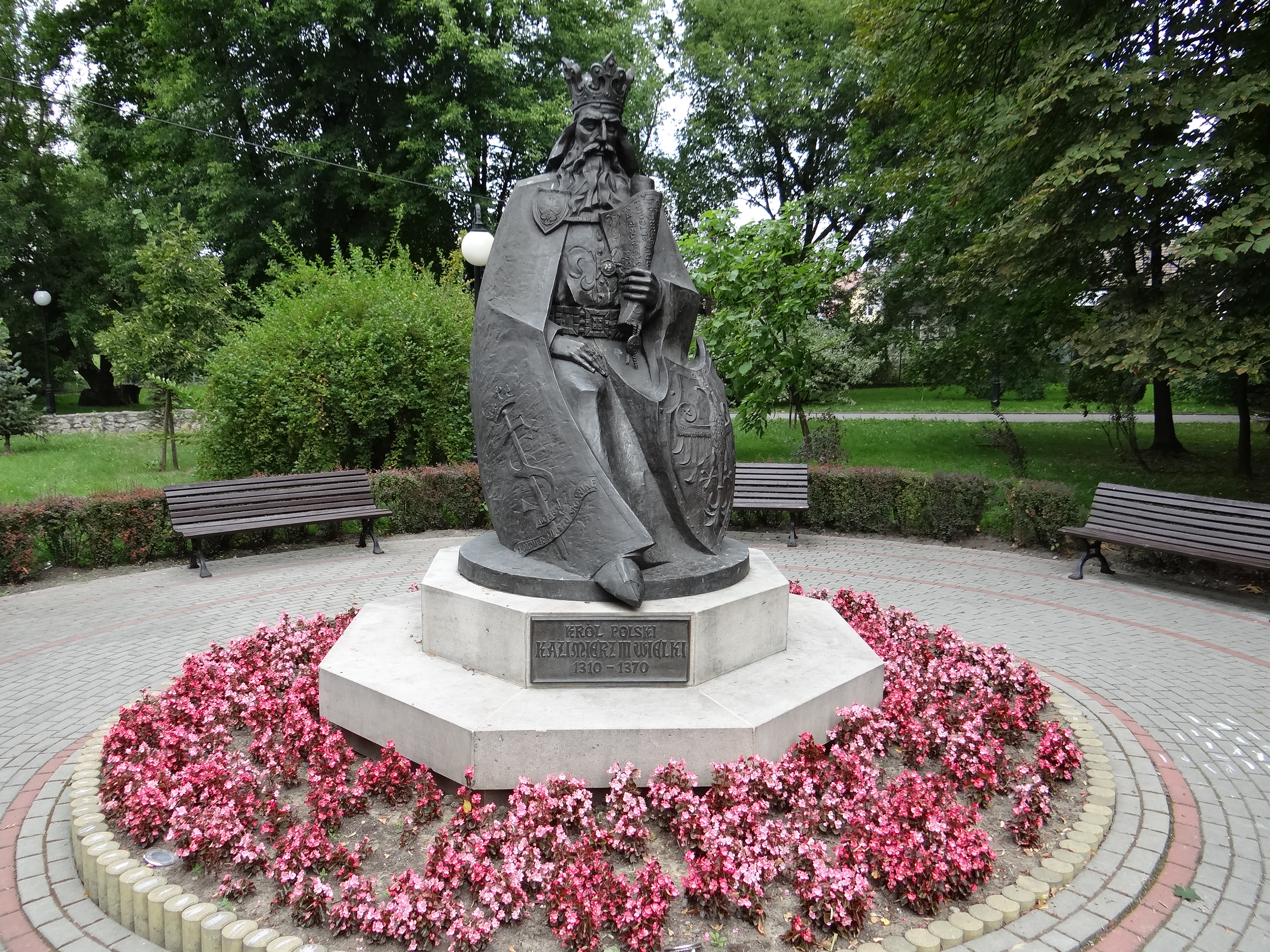
Пам'ятник Казимиру Великому у міському парку

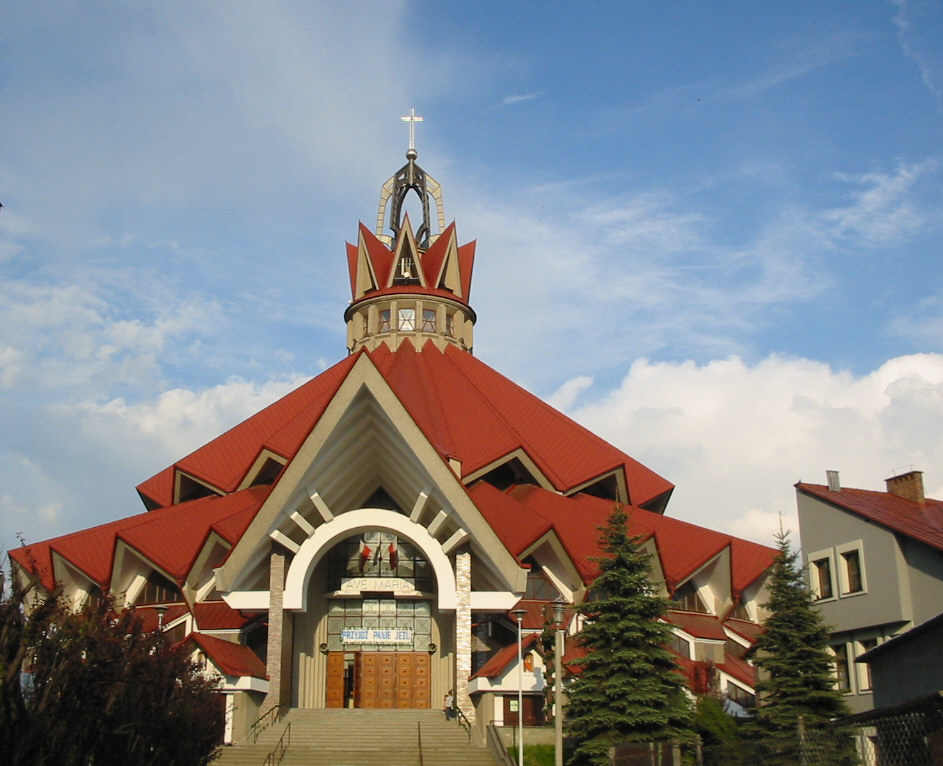
Костьол Божого Милосердя

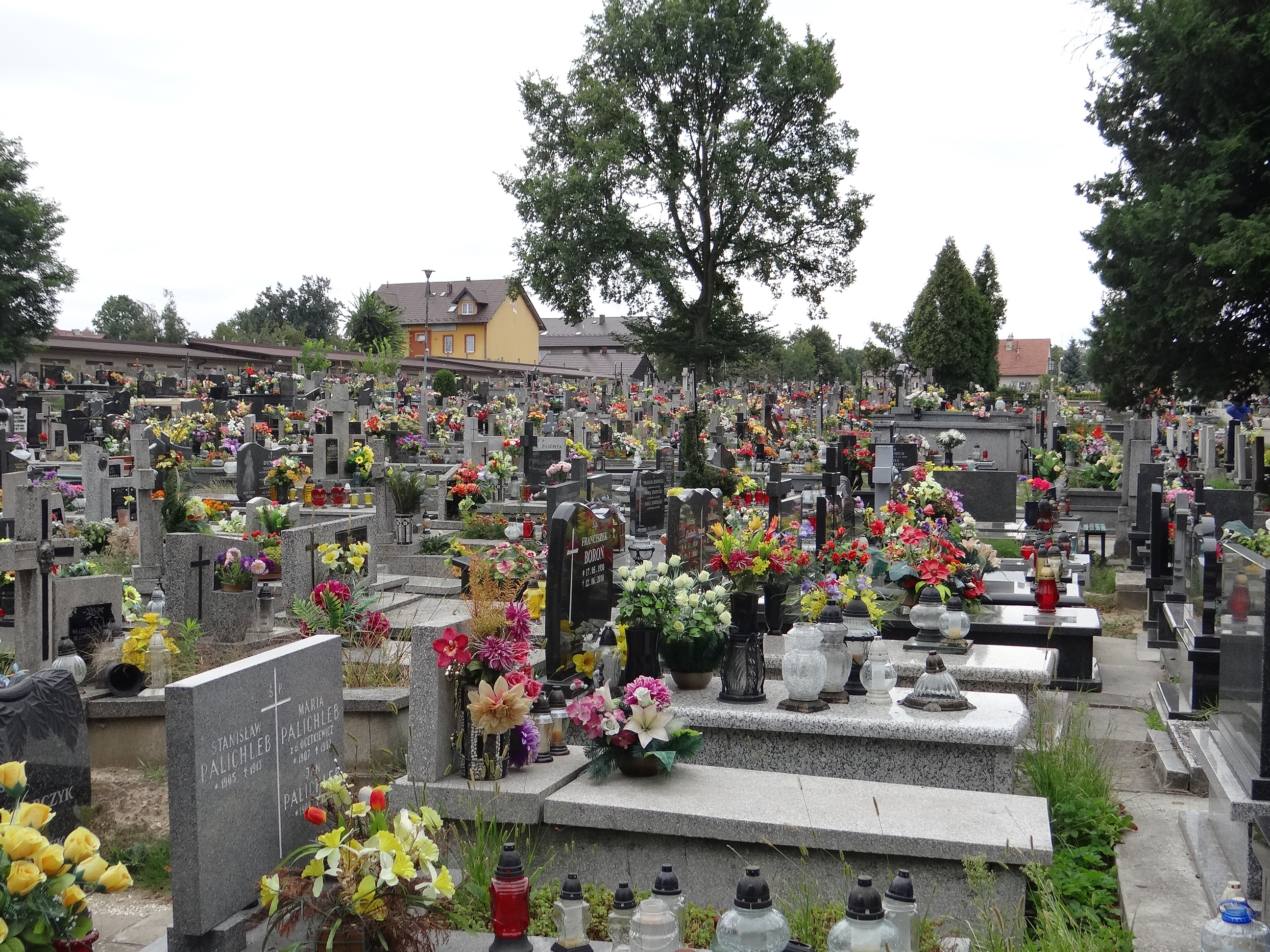
Міське кладовище у Скавіні

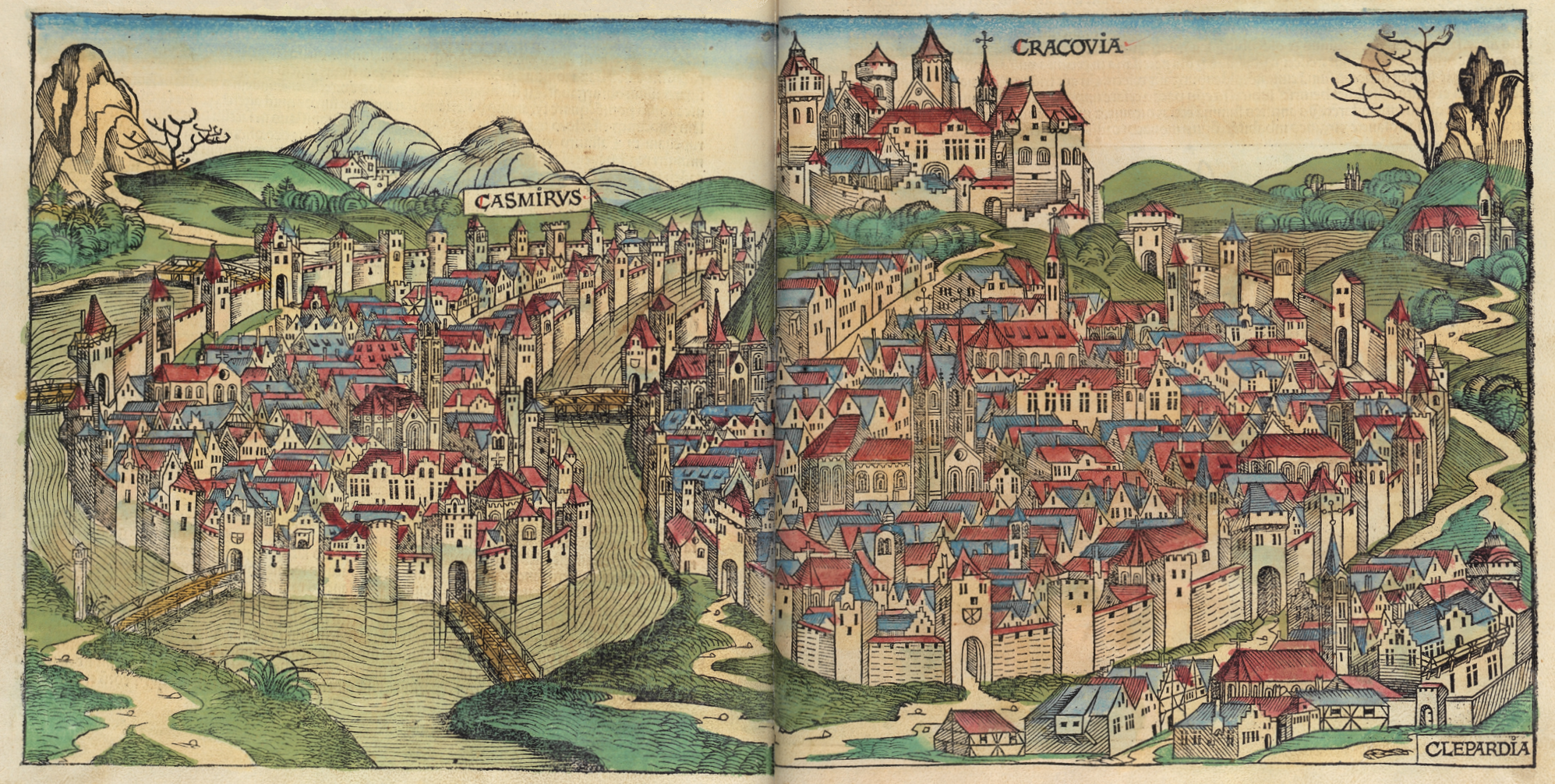
Вид на Скавіну, 1493 р.

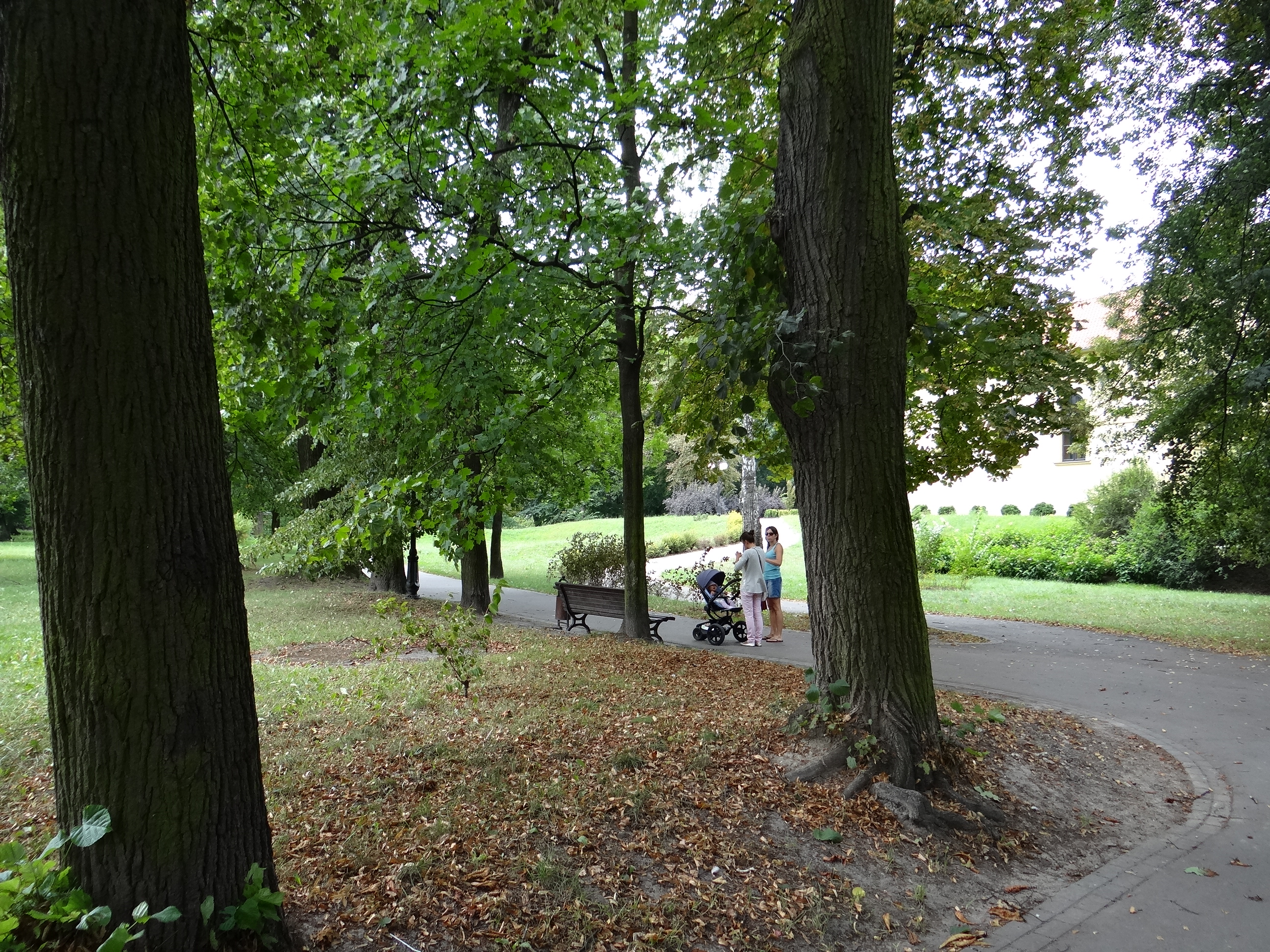
Міський парк у Скавіні

Скаві́на (пол. Skawina) — місто в південній Польщі, в кількох кілометрах на південний захід від  центру Кракова.
Належить до Краківського повіту Малопольського воєводства. Скавіна розташована на річці Скавинка. Є одним з міських центрів краковської агломерації.
Згідно зі звітом Всесвітньої організації охорони здоров’я, у 2016 році Скавіна посіла дванадцяте місце в списку найзабрудненіших міст Європейського Союзу.
У місті річка Скавинка впадає у річку Віслу.
Через Скавіну проходить дорога DK44, яка також є кільцевою дорогою Скавіни, і починається дорога DW953.
У центрі Скавіни знаходиться залізнична станція Скавіна на залізничній лінії 94 Краків Плашув-Ошвенцім, а на станції починається лінія 97 Скавіна-Живець.
У західній частині міста на 94 залізничній лінії розташовані залізничні станції Скавіна Заходня та Підбори Скавінські.
Залізнична станція «Скавіна Ягельна» розташована у східній частині міста.

## Історія
Це було місто Тинецького бенедиктинського абатства Щижицького повіту Краківського воєводства наприкінці XVI століття. У 1975–1998 роках Скавіна адміністративно належала до Краківського воєводства.
До східної частини Скавіни належать Корабніки – колишнє службове село Краківського маєтку. Залишком тих часів є ренесансний двоповерховий палац-садиба, збудований у 1540-1580 рр. Павлом Кориткою.
Назва міста походить від назви річки, що через нього протікає. Спочатку – у 1253-1258 роках – називалась «Скауїна», за місцем розташування міста закріпилася назва Скавінка. У старопольській мові слово «skać» означало «крутити», «кочитися», «обертатися», «котитися». Подібне значення мало праслов'янське слово "szkoti". Навпаки, німецьке «skaulon» означало «рухатися вперед» або «кидатися». Назва відповідає характеру річки, яка звивається численними меандрами і має стрімку течію по всій своїй течії.
5000 років до н.е. – до цього часу припускають перші сліди поселення, виявлені в околицях Скавіни.
1364 р. - за рішенням короля Казимира Великого засновано місто Скавіна в районі Пісарів, Бабіце Нове і Бабіце Старе (акт заснування від 22 травня). У листопаді того ж року було видано правовий акт про будівництво парафіяльного костелу в Скавіні (з першою в місті школою при ньому) – ділянку під його будівництво подарував король.
1471 р. — Тинецький абат Мацей Скавінка заснував у Скавіні шпиталь (притулок для хворих і бідних), який з перервами діяв до кінця ХІХ ст.
1500–1600 рр. – засновані перші Скавинські гільдії.
1651–1652 рр. – у Скавіні спалахнула чума, за два роки кількість жителів зменшилася більш ніж наполовину.
1655 р. - спалення Скавіни шведами (під час облоги Кракова), знищено Замок Казимира.
1683 р. – місто було місцем збору польських гусар, що прямували до Відня. Огляд війська на Скавинському ринку королем Яном III Собеським.
1772 р. – Скавіна опинилася в межах австрійського поділу.
1802 р. – засновано парафіяльний цвинтар у Скавіні.
1815 р. - велика пожежа в місті (Казімєжівський парафіяльний костел знищено - відбудовано лише у 1826 р.).
1816 р. - розпуск Тинецького монастиря - Скавіна стала частиною імперського маєтку.
1831 р. - епідемія холери в Скавіні.
1873 р. - чергова епідемія холери (за п'ять днів померло 300 жителів).
1878 – у Скавіні створено Добровільну пожежну дружину.
1884–86 рр. – будівництво залізничної колії.
1886 р. – початок діяльності Скавінської пошти (до того часу кореспонденцію відправляли через станцію кінної пошти в Могилянах).
1895 р. – у Скавіні збудовано парову пивоварню (працювала до 1915 р.).
1896 р. – засновано гніздо гімнастичного товариства «Сокол» у Скавіні.
1900 р. - побудовано нафтопереробний завод (завод працював у 1922-1932 рр.).
1909 р. – засновано Скавинську сільськогосподарську та комерційну кооператив «Рола».
1910 р. – засновано Товариство католицьких жінок у Скавіні під керівництвом Зофії Мрозовицької.
1910 р. - засновано фабрику кавових агентів "Henryk Franck and Sons SA".
21 серпня 1914 р. - похід команди (понад 25 осіб) Соколів зі Скавини до легіонів.
1918 р. – місто звільнено від австрійського панування.
1922 р. – створено спортивний клуб «Скавінка».
1939 р. – розпочато будівництво алюмінієвого заводу (відкритий у 1954 р.).
6 вересня 1939 р. - німці увійшли до Скавіни.
29 серпня 1942 р. – євреїв зі Скавіни депортують до табору смерті в Белжеці.
23 січня1945 р. – частинами 60-ї армії 1-го Українського фронту визволено Скавину від нацистської окупації.
1947 р. – заснування Загальної споживчої кооперативи в Скавіні.
1951–1962 рр. – у Скавіні збудовано багато нових промислових підприємств, напр. Скавинська електростанція. Скавіна стає другим за величиною містом у Краківському воєводстві.
1980 р. - відкриття Спортивно-розважального залу в Скавіні.
1981 р. - закриття відділення електролізу алюмінієвого заводу в Скавіні.
2002 р. – Папа Іван Павло ІІ під час свого чергового паломництва на батьківщину зупинився у Скавіні та поблагословив місто, а також парафії Шимона і Юди Тадеуша та Божого Милосердя у Скавіні.
2014 р. – Створення технопарку в Скавіні.
Скавіна отримала міські права в другій половині XIV століття і була відома як духовне місто. Однак основна функція Скавіни в ті часи була не релігійна, а фортифікаційна. Місто відділяло Краків – тодішню столицю, і водночас захищало кордони країни. Доля Скавіни нерозривно пов'язана з бенедиктинським орденом Тинець, який захопив місто в 16 столітті. Життя в Скавіні XVI століття було нелегким. Спочатку місто було повністю знищено пожежею, а потім почався шведський потоп. Скавіна не могла встати з колін майже до кінця XVII століття. Населення зменшувалося, а злидні не давали можливості розвиватися селу. До всього цього додався австрійський поділ. Незважаючи на зусилля імператора Франциска II, який дозволив проводити аж чотири великі ярмарки на рік і дозволив виробництво та продаж алкогольних напоїв, Скавіна ставала дедалі біднішою.
У період з XIV по ХVII століття Скавіна розвивалася успішні в економічному та просторовому плані, на основі вигідних привілеїв Казимира Великого і послідовних королів, а також завдяки своєму розташуванню на дорогах торгових шляхів, що з'єднували Сілезію і Моравію з Соляним басейном на Краківській землі.
У XVII столітті місто було зруйноване шведами під час Потопу (1655-1660 рр.). Ряд міст землі Краківської внаслідок цих явищ втратила свої міські права, але Скавіні вдалося залишити це право. Причини цього слід шукати в його вигідному розташуванні в буферній зоні Кракова – завжди сильний і значний центр.
У 1772 році внаслідок Першого поділу Польщі Скавіна набула статусу невеликого сільськогосподарського та торговельного містечка із залишками середньовічних укріплень як доказів колишнього високого становища.
Наприкінці ХVІІІ ст. у галицькі міста починають зазнавати значних просторових та архітектурних змін. Старі укріплення були розібрані  як потенційні «точки опору». Але також було запроваджено багато економічних нововведень. Австрійська влада підтримала розробку господарства галицьких міст, вбачаючи в ньому власний інтерес як багатонаціональної держави, заснованої на прибутках. Також було збудовано залізницю, якаа докорінно активізувала в економічному плані ріст міст колишньої Краківської землі. Така активність австрійського інтервента зробила значний вплив на розвиток Скавіни, на інвестиції та створення нових промислових підприємств, архітектурних змін та розвитку міської інфраструктури. Залізниця також дала можливість здешевити перевезення товарів за межі Галичини.
Залізниця з'явилася в Скавіні в 1864 році, коли через місто пролягала залізнична колія, що сполучала Краків з Аушвіцем. Це призвело до будівництва перших промислових підприємств: пивоварні, нафтопереробного заводу, фабрики керамічних виробів і фабрики зернової кави імені Генрика Франка. Ці заклади, що були розташовані на захід і північ від історичного центру міста, сприяли розвитку промисловості в місті, але не справили руйнівного впливу на його культурні цінності. Швидкий розвиток вищевказаних фабрик викликав приплив людей до міста. У 1890-х роках Скавіна мала близько 1500 жителів і ця кількість з роками неухильно зростала.
Пивоварню було збудовано на території на захід від ринкової площі, на сьогоднішній вулиці А. Міцкевича, у 1892 році. ЇЇ власником був Альбін Коллорос. Він також був орендарем (у 1883-1895 рр.) пивоварні в селі Радзишув біля Скавіни. На броварні був котел з прямим вогнищем. Підвали охолоджували льодом, як і в більшості сучасних пивоварень. Альбін Коллорос продав завод у 1902 році Міхалу Лонжинському, який через п'ять років продав його Олександру Гейльперну. Новий власник вирішив модернізувати пивоварню, найнявши майстра-пивовара Яна Скрейовського та купив нову парову машину. З 1911 р. продавати пиво Олександру Гейльперну допомагав його син Максиміліан, а іншим майстром-пивоваром був Я. Езер. Донині від будівель колишньої пивоварні  у Скавіні залишилася лише будівля складу, розташована у північній частині колишньої пивоварної площі. Це двоповерхова цегляна будівля, вибудована за прямокутною проекцією, вкрита двосхилим дахом.
Розпочато будівництво нафтопереробного заводу в Скавіні в 1900 році. Власник заводу, що існував під назвою, "Rock Oil Refinery Griffel " у Скавіні був єврейський підприємець Хаїм Гріффель. Нафтопереробний завод лідирував в виробництві в міжвоєнний період, тобто з 1918 р. по 1939 р., а потім ще кілька років до кінця Другої світової війни. У 1934 році завод сильно постраждав під час повені, що вразила Скавіну. Електрогенератор нафтопереробного заводу забезпечував місто необхідною електрикою. Сьогодні заводу вже не існує. Збереглися лише залишки однієї з будівель.
Перша Галицька фабрика керамічних і шамотних виробів була заснована в 1909 р. Вона була розташована в північно-західній частині міста, на  вул. Тиніцька. Напевно, з самого початку фабрика називалася «Гідравліка» і займалася виробництвом  гранітних матеріалів. У міжвоєнний період художні фаянсові вироби з фабрики в Скавіні набули значної популярності і були підписані назвою міста, гербом із написом "Skawina".
Фабрика зернової кави та цикорію Генрика Франка побудована в 1910 році. Він був заснований Генрі Франком як філія існуючого заводу у Лінці (Австрія). На початку свого існування завод мав назву "Henryk Franck - Sons S.A.", яка після Другої світової війни було змінено на "Skawińskie Zakłady Koncentratów Spożywczy". Завод був побудований в західній частині  Скавіни, на іншому боці річки Скавинка, біля залізничної колії. Завод займав площу близько 5,755 га.
6 вересня 1939 р. німці увійшли до Скавіни. Зруйновано кілька будинків, залізничну станцію та промислові підприємства. Під час німецької окупації міське управління було ліквідовано, замість нього було створено Бюро зайнятості, яке з 1940 р. видавало накази на роботу в Німеччині. Через кілька місяців після вступу до Скавіни окупант наклав обмеження на населення, наприклад було заборонено слухати радіо, введено комендантську годину, після настання темряви потрібно було затемнювати вікна.
У перших числах липня 1942 р. був виданий наказ штабу СС поліцайфюрера Краківського округу Шернера, який наказував єврейському населенню покинути свої домівки та переселитися до Скавіни. Там, за планами німецької влади, мало відбутися згруповання місцевого єврейського населення. Метою цієї акції було повне очищення землі від цієї соціальної групи. Муніципальна влада Скавіни була зобов'язана прийняти переселенців і допомогти їм в організації нового місця проживання. Більшість єврейських сімей уже були переселені до Краківського гетто, створеного в 1941 р. Ті, хто ще не були переселені, продовжували жити у своїх домівках, завдяки спеціальним дозволам, які можна було отримати, лише володіючи фермою.
7 липня 1942 р. місцем зустрічі було визначено поромну переправу між Пєкарами та Тинцем. Опівдні почалася переправа через Віслу на інший берег. Звідти через село Тинець вагони з євреями-переселенцями відправили до Скавіни. Під час шляху колону переміщених осіб зупинили й оточили німецькі солдати. Потім був несподіваний відбір, в результаті якого було відібрано близько 150 непрацездатних осіб, яких відокремили від решти переселенців. Відібраних із групи людей повантажили на три вантажівки і відвезли до найближчого лісу. Близько 150 осіб було розстріляно в трьох підготовлених ямах однакового розміру. Решта переселенців дісталася Скавіни. Там було проведено перепис новоприбулих і зараховано до єврейських родин, які вже проживали в місті. На початку 2005 р. відбулася невелика церемонія відкриття символічної мацеви з таким написом: «У цих двох могилах спочиває понад 500 євреїв-жертв нацистського геноциду, вбитих влітку 1942 року, вихідців з околиць Кракова".
23 січня 1945 р. Червона Армія увійшла до Скавіни. Після закінчення війни через вигідне розташування міста комуністична влада вирішила розгорнути важку промисловість. Невдовзі почалося будівництво електростанції та алюмінієвого заводу, а також заводів збірних конструкцій. Це призвело до стрімкого розвитку міста та притоку нових жителів, а разом з тим принесло привид екологічної катастрофи (алюмінієвий завод). На парафіяльному цвинтарі в Скавіні, що на вулиці Попелюшко, можна знайти братську могилу, в якій поховані польські вояки, які загинули під час Другої світової війни.
Після політичних змін у 1989 році, або фактично через рік, Скавіна нарешті почала функціонувати як вільне польське місто. Міська влада прийшла з вільних виборів і водночас розпочалася тривала і наполеглива робота щодо покращення якості повітря та захисту навколишнього середовища в регіоні Скавіна.

## Демографія
Демографічна структура станом на 31 березня 2011 року:
|          | Загалом | Допрацездатний вік | Працездатний вік | Постпрацездатний вік |
| -------- | ------- | ------------------ | ---------------- | -------------------- |
| Чоловіки | 11645   | 2284               | 8125             | 1236                 |
| Жінки    | 12608   | 2165               | 7533             | 2910                 |
| Разом    | 24253   | 4449               | 15658            | 4146                 |

## Господарство
Найбільші промислові підприємства:
- Скавінська електростанція;
- "Grana" sp. z o.o. (раніше Biogran GmbH) – виробник розчинної зернової кави Inka;
- Lajkonik Snacks S.A. – фабрика, що виробляє, серед іншого, палички "Лайконік";
- NPA Skawina (Modern Aluminium Products Skawina) (раніше Huta Aluminium Skawina), філія Boryszew Group Nicromet – виробник алюмінієвих сплавів;
- Valeo – виробник автомобільних компонентів, відкритий  у 2001 р.;
- Bahlsen – виробник солодощів;
- Frezwid – один із найсучасніших заводів Європи з виробництва фрез та пил;
- Ferro S.A. – виробник і оптовий продавець сантехніки.

## Культура, спорт
- Басейн;
- Палац «Сокол» у міському парку у Скавіні;
- Центр культури і спорту. Культурно-спортивний центр у Скавіні — місцевий державний культурний заклад у Скавіні, заснований у 1992 році. Головний осередок  знаходиться на вулиці Żwirki i Wigury, 11. Центр проводить культурну, спортивну, рекреаційну та туристичну діяльність для жителів гміни Скавіна. Крім того, Центр управляє об’єктами: палацом «Сокол», спортивно-видовищною залою, культурно-відпочинковим центром «Губалівка», садибою Людвіковських, двома спортивними майданчиками «Орлік 2012» та міським стадіоном.
- Театр танцю "ІКА". Гурток сучасного танцю заснований у 1992 році під керівництвом викладача танців Моніки Флішевської.  Колектив тричі був нагороджений за участь у Конінському фестивалі пісні і танцю.
- Міський стадіон у Скавіні.

## Фольклор, звичаї та обряди
Унікальність фольклору Скавини полягає в самобутньому народному костюмі. Збереглося небагато фотографій та експонатів, що дозволяє його повністю ідентифікувати. Досить точний опис цього костюма можна знайти в праці Оскара Кольберга 1871 р. під назвою "Люди". Там він розповідає, що скавінські жінки загортали голову довгим полотном, яке надягали на плечі, мали ніжно-блакитний корсет, зелену спідницю, оброблену внизу стрічками, фартух різних кольорів. Чоловіки ж найбільше були схожі на селян за способом одягу. Носили темно-сині вишиті кожухи, очіпки, оброблені вузькою баранячою шкурою (чорною або сірою), не підперізувалися поясами. Після поразки Січневого повстання серед жінок Скавіни став популярним особливий траурний одяг, що відображав смуток і жалобу. Скавіна була осередком вишивки – де-не-де досі збереглися елементи пошитого там народного вбрання. В Етнографічному музеї в Кракові можна помилуватися колись знаменитими меблями Скавіни, особливо гарно розписаними скринями.
Завдяки багаторічній архівній діяльності Товариства друзів Скавіни збереглося багато записів про, можливо, невідомі скавінські звичаї та обряди. Коли, наприклад, закінчувався карнавал і наближалися дні Масляної, скавінчани, які мали почуття гумору, одягалися в євреїв, циган, лавочників, сажотрусів, чоловіки в жінок, а жінки в чоловіків. Переодягнені ходили по хатах, де співали жартівливих пісень і розповідали веселі вірші, а господарі пригощали прибулих їжею (іноді навіть горілкою...). Під час карнавалу він також «гуляв» по Скавіні, так званий «Кантек». Це було солом'яне опудало, покрите кожухом, під яким ховався батрак. З «Кантеком» ходили по хатах, де жартували і співали, наказуючи «Кантеку» виконувати різні трюки. Масляна обрядовість була дуже популярною навіть наприкінці ХІХ ст.
Існує звичай, пов’язаний із Вербною неділею, нести до церкви спеціально приготовлені пальми: у Скавіні їх робили з гілочок очерету та товстих ліщинових прутів. Після недільної меси хлопці з окремих сіл поблизу Скавини розділялись, а потім починалися... бійки долонями між окремими групами. Пальми були до метра завдовжки, особливо уникали тих, у яких було багато ліщинових паличок. У наступну середу після Вербної неділі робили хрести з уже освячених пальм, які господарі встромляли на полі в кожну засіяну ділянку землі. Це мало захистити врожай від граду та інших напастей.
Великою подією в житті Скавини та навколишніх сіл був відпуст у Тинці (Петро-Павлівське свято) – 29 червня. Були численні  пряникові «поцілунки», молодь розважалася на каруселях. Після святої меси було дуже весело, пили пиво, їли лисецьку ковбасу та голковіцькі ляльки. Цей звичай, започаткований у XIX столітті зберігся до 1930-х років.

## Релігійні громади
-Парафія св. Апостолів Шимона і Юди Тадеуша (Костел Св. Апостолів Шимона і Юди Тадеуша). Парафія, що належить до Скавінського деканату Краківської архідієцезії. Заснована у 1364 р. Парафіяльний костел збудований у 1364 р., перебудований у 1720–1826 рр., освячений у 1826 р. Розташований вул. Косцельній.
Усередині костелу увагу привертають вівтарі, зокрема пізньобароковий головний вівтар. Розташована в центрі, в декоративній рамці, картина із зображенням патронів костелу. Вищезгадана картина походить з ХІХ століття і була виконана в майстерні відомого краківського художника Еліаша Радзіковського. У верхній частині — зображення Бога Отця і Святого Духа у вигляді голуба. Бічні вівтарі споруджені до 1926 р., але за своєю композицією відносяться до головного. Посередині ліворуч у позолоченій ніші — ХІХ ст скульптура із зображенням св. Анни Самостійної (поруч із численними подячними вотивами), а в правому вівтарі – фігура Серця Ісуса з межі ХІХ–ХХ ст.  Парафіяльний костел був заснований королем Казимиром III Великим у 1364 році. За згадками Яна Длугоша, це була готична споруда з вежею із заходу, і в такому вигляді вона була зафіксована на перспективному плані Скавіни 1663 р. На жаль, у 1704 р. церква згоріла разом із значною частиною міста. Відбудований, він знову згорів, а після усунення пошкоджень храм був освячений у 1728 році. Не минуло й ста років, як його знову охопила пожежа. Відбудований парафіяльний костел цього разу був освячений у 1826 р. Своєю формою сьогоднішній храм завдячує перебудові першої половини ХІХ ст. У ХІХ столітті вежу підняли та додали до неї купол за проектом Владислава Екельського.
- Парафія Божого Милосердя в Скавіні-Огродах. Парафія Божого Милосердя в Скавіні-Огроди - парафія, що належить до Скавінського деканату Краківської архідієцезії. Парафіяльний костел збудований у 1982–1995 рр., освячений у 1995 р. та у 2007 р.
-Храм Відвідин Пресвятої Діви Марії (місцеві жителі називають «церквичкою»). У римо-католицькому костелі Відвідин Пресвятої Богородиці у Скавіні богослужіння звершує духовенство парафії Успіння Пресвятої Богородиці в Кракові, що належить до Польської Автокефальної Православної Церкви. Костел Відвідин Пресвятої Діви Марії - римо-католицький філіальний костел, що знаходиться на вул. Корабніцькій,1. Це філіальний костел парафії святих Симона і Юди Тадеуша у Скавіні.
На межі XVII-XVIII століть це була госпітальна церква на честь св. Валентина, збудована на місці давнішої з 1471 р. Будівля  є в стилі бароко, цегляна,  з напівкруглою апсидою. У бароковому вівтарі зображено зображення Розп'яття, намальоване на дошці, з 1640 року.
- Церква п'ятидесятників. Будівля церкви була побудована в 1987–1996 рр. Знаходиться в центрі міста за адресою: вул. Окрєтна, 5. Перші зустрічі євангельських віруючих на території Скавіни відбулися під час Другої світової війни, коли люди збиралися по домівках. Члени створеної громади підтримували стосунки з одновірцями з Кракова. Згодом  була створена церква, яка залишилася самостійною одиницею, не приєднуючись до жодного з діючих релігійних об’єднань. Було проведено ремонт, і перше богослужіння в новому будинку відбулося в лютому 1988 року, коли Казімєж Сосульський призначив Петра головою храму. У зв’язку з необхідністю створення повноцінної каплиці, у липні 1989 року було розпочато розширення осідку костелу за проектом Войцеха Косинського. Безоплатно долучилися до будівельних робіт і жителі Скавинської громади. Перше богослужіння в каплиці відбулося в грудні 1996 року.
- Синагога Хевра Тілім. Розташована на розі вулиць Бабетта, Казимира Великого та Естері.  Зруйнована під час Другої світової війни. Синагога Хевра Тхілім  — пам'ятник Малопольського воєводства, що охороняється.
Синагога була збудована в 1894 році з ініціативи єврейського псалмоспівницького братства «Хевра Тхілім». До синагоги прилягала будівля, в якій розташовувалися хедер, міква та житлове приміщення рабина. Під час Другої світової війни синагога була зруйнована німцями. Після війни у синагозі розміщувалося житлове приміщення, потім був магазин. Після реставрації у будівлі став розміщуватись офіс. Орієнтована цегляна будівля збудована на прямокутному плані. Досі синагога зберегла свій первозданний зовнішній вигляд, у тому числі високі, напівкруглі вікна. 2 квітня 1996 року синагогу було внесено до реєстру пам'яток культури Малопольського воєводства.

## Пам'ятки
Ринкова площа
Огляд визначних пам'яток міста не обійдеться без поїздки на ринкову площу Скавіна. Те, що ви побачите, є дивовижним сувеніром з 14 століття, адже ринок у Скавіні був заснований у 1364 році. Що найцікавіше, ми бачимо тут справжні середньовічні кам’яниці, які якимось чином пережили воєнну історію Польщі. Виглядає красиво, а можливість зупинитися в цьому районі на обід чи випити смачної кави є додатковою перевагою.
Ринкова площа також буде гарним орієнтиром і стратегічним пунктом у місії відвідування Скавіни. Розпочати історичну стежку варто від ратуші. Красива будівля не дуже стара, адже була побудована в 1903 році за проектом архітектора з Кракова Владислава Екельського. Ратуша з характерною вежею представляє гарний стиль старих кам'яних будинків і підходить до ринку Скавіна як влитий. Всередині знаходиться резиденція міської влади. І якщо вам цікаво, що сталося з попередніми будівлями мерії, то відповідь банально проста: вони згоріли.
Регіональний музей
Однією з найвідоміших пам'яток Скавіни є Регіональний музей. Сам музей, звісно, не є пам’яткою, бо був створений лише у 2008 році. Однак садиба, в якій розташований музей, є історичною. Це спадщина видатного роду Людвіковських зі Скавіни.
Регіональний музей є однією з численних спроб міста змінити своє типово промислове обличчя. У невеликому будинку на вулиці Адама Міцкевича ми знайдемо чудові колекції, безпосередньо пов’язані з історією Скавіни. Відвідувачі можуть дізнатися про історію міста від його виникнення до наших днів.
Як відзначають туристи, краєзнавчий музей у Скавіні невеликий, але цікавий, а привітні працівники, безсумнівно, додаткова перевага. Екскурсоводи цікаво розповідають про колекції музею, тут неможливо занудьгувати, навпаки, хочеться довше слухати і дивитися! У майбутньому музей може розширюватися. Хтозна, які сувеніри з минулих століть ще знайдуться.
Серед експонатів найцікавішими є фотографії, на яких зображено стародавнє місто, народні костюми мешканців Скавини та повсякденне начиння, яке використовувалося постійно. Варто все це побачити і дізнатися про Скавіну трохи більше, адже тоді відвідування міста буде ще цікавішим.
Садиба "Корабніки"
Вийшовши на вулицю Станіслава Виспянського, ви побачите красиву історичну садибу, а точніше садибний комплекс у Корабниках. В оточенні красивого парку зі звивистими алеями розташований цілий комплекс будівель XVI століття. Окрім вражаючої садиби, ви побачите також млин, амбар, стайню та зерносховище.
Історія будівлі цікава, адже вона була побудована для родини Петра Коритки, який був дворянином, що працював у судовій канцелярії. Завданням цієї людини було доглядати за королівською спальнею, включаючи нижню білизну та постільну білизну. Як видно із зовнішнього вигляду закладу, зарплата за таку роботу мала бути гідною. Проте садиба швидко перейшла до рук Анджея Сапєги і відтоді досить часто змінювала власників. Утримувати весь комплекс у важкі для Скавіни часи було нелегко, тому наприкінці 19 століття в будинку проживали три родини.
Наразі садибний комплекс також у приватних руках. Власники закладу дуже привітні та дуже піклуються про садибу та її околиці. Якби не це, вражаючий пам’ятник напевно занепав би, як і багато подібних пам’ятників у Польщі. І хоча оглянути будівлю зсередини неможливо, власники віддають туристам весь парк. Любителі пам'яток також можуть бути спокійні за долю цієї прекрасної споруди з такою багатою історією.
До складу будівлі входять: садиба, парк, зерносховище, комора, стайні та млин, занесено до реєстру нерухомих пам’яток Малопольського воєводства.
Садибу, ймовірно, збудували в середині XVI століття для Петра Коритки гербу Єліта, прикутого до ліжка королеви. У 1585 році Корабниками володів Анджей Сапєга, потім з середини XVII століття родина Ваксманів. У 1855 році маєток був співвласником або поділений на три частини: Якуба Старовейського, Аполонії Мілевської та Міхала Ваксмана. У 1880-х роках маєток придбав Едвард Брудзевський і з його ініціативи будівлю було розширено на східну частину. Наприкінці 1920-х років власником був Болеслав Мєнчинський.
Первісна баштова садиба, тобто кам'яниця, була побудована в плані, схожому на квадрат. Чотири кімнати зі склепінням на першому поверсі, чотири кімнати на другому поверсі. Під час добудови східної частини у 1880-х роках колишній будинок стилістично уніфіковано з новою частиною. Накрита мансардним дахом з карнизом. Навколо доглянутий парк.
Палац «Сокіл»
В алеях парку Юзефа Пілсудського розкинувся гарний палац "Сокол". Будівля є резиденцією міського "Культурного центру" та фоном для численних культурних заходів у Скавіні. Всередині палацу є театрально-виставковий зал. Проте особливо жителям міста сподобалося місцеве кафе. Історія споруди досить цікава, адже палац був побудований на місці замку. Згідно з наявними документами, замок був побудований за часів Казимира Великого і згорів під час шведського потопу. Руїни будівлі були знесені, щоб використати цеглу та матеріали для будівництва прибуткових будинків у Скавіні. Тож коли у 1904 році на місці колишнього замку збудували палац, будівля стала вже не приватною власністю, а місцем спорту та відпочинку. Подібну функцію він виконує й донині та є однією з найпопулярніших пам’яток Скавіни.
Наприкінці ХІХ століття територію з руїнами було передано гімнастичному товариству «Сокул», яке ініціювало будівництво палацу (1904-1906) за проектом Вінцентія Кочаркевича. З цього моменту тут почало зосереджуватися громадське та культурне життя мешканців. У міжвоєнний період у "Соколі" був театр і кінотеатр, а поруч був тир. Після війни тут розмістився спортивний клуб «Skawinka», а після реконструкції у 1980-х роках тут розташувався міський будинок культури «Сокол», з якого у 1992 році офіційно створено культурно-спортивний центр.
Міський парк Маршала Юзефа Пілсудського
У центрі Скавіни розташований міський парк, заснований у 1927 році. Тут росте майже 60 видів дерев. Особливої уваги заслуговує віковий дуб з розлогою кроною, який названо пам’яткою природи. Весь комплекс розділений на дві однаково цікаві частини; лісова зона міського парку з асфальтованими алеями, дитячими майданчиками та старицею (дві галявини, розділені водоймою). Вся територія спонукає до тривалих прогулянок та активного відпочинку. У північній частині парку знаходиться палац «Сокол» 1906 року, а поряд із ним встановлено пам’ятник засновнику міста королю Казимиру III Великому. Біля парку /за територією стариці/ знаходиться найновіша рекреаційно-спортивна частина «Skawińskie Błonia». Невеликий гай оточує рекреаційна доріжка, яка складається з 800-метрових освітлених алей, які ідеально підходять для пробіжок, катання на роликах або велосипеді, є відкритий тренажерний зал і стріт-воркаут.
Ратуша
Архітектурний стиль - сецесія. Будівля ратуші, розташована в північно-західній частині площі Ринок у Скавіні. Будинок збудовано у 1903 році за проектом архітектора Владислава Екельського. Нині в ньому розміщується міська та гмінна канцелярія.
За словами Ружицького, у 16 ст. це була дерев’яна споруда з вежею з годинником і дзвоном. Будівля згоріла у XVII ст. У наступні роки функцію ратуші виконували будівлі, орендовані у міщан.
Залізнична станція у Скавіні
Скавіна — вузлова станція, де одноколійна лінія відгалужується від двоколійної лінії Краків-Плашув до Освенціма, що йде через Кальварію в напрямку Сухої Бескідської.
У 2021 році станція обслуговувала 150-199 пасажирів на добу.
Станція має 6 головних колій, три з яких є головними. Біля цих колій розташовані 2 платформи: двокантова острівна та однобортова біля будівлі вокзалу. Другий був капітально модернізований у 2006 році в рамках реконструкції залізничного шляху Івана Павла ІІ. Тоді також було ліквідовано бокову колію, розташовану безпосередньо на станції, а також знесено зруйновані та здебільшого недіючі будівлі поблизу станції, такі як дільниця безпеки руху залізниці, склади автодорожньої дільниці, будівля маневрового укриття, будівля енергетичної ділянки та майстра колії. будинок, колишні АЦЗ і кузня ДЗ, складські приміщення безпосередньо на станції та вагонні ваги, розташовані біля бічної колії. Біля станції колись було паровозне депо. На більшій відстані від станції знаходяться водонапірні башти, обидві закриті.
Будівля станції з’єднана з острівною платформою естакадою, яка також веде над вантажними коліями на іншу сторону станції. Навантажувальна інфраструктура на станції досить розгалужена – вона складається з кількох бічних колій, що ведуть, зокрема, до трюму, який використовується складом металобрухту. Також із заходу є вхід до обшивки заводу «Везувій». Рух поїздів на станції здійснюється двома сигнальними будками: «Ск» і «Ск1», які обладнані централізованими механічними пристроями зі світлофорами.
У 2017 році закупівля брухту була перенесена, тому вантажний трюм не використовується та демонтовано сайдинг заводу Везувій на території заводу від його воріт. Залишилась лише гілка та шматок колії, що веде до заводських воріт.
Зал очікування та каса закрилися у травні 2012 року. Тоді ж на вокзалі ліквідували залізничні квартири на першому поверсі, офіси компанії PKP Cargo та станції Охорони залізниць, розташовані в приміщенні колишнього начальника станції. Також немає доступу до туалету. На даний час (2016) практично вся будівля вокзалу закрита.
У 2017 році розпочалася модернізація закритої та частково зруйнованої будівлі вокзалу, яка раніше була передана місту Скавіна. Модернізація є частиною плану створення Скавінського комунікаційного центру. Наразі все навколо вокзалу модернізується та є будівельним майданчиком.
Фігура непорочно зачатої Богородиці
Статуя була створена в 1896 році. Кам'яна поліхромна фігура Мадонни розміщена на високому двоярусному постаменті, нижній має окремий цоколь, а на передній стіні — напис. Марія стоїть на півкулі світу, її нога топче морду василіска, символу сатани та загарбників. Вона зображена фронтально, злегка нахилившись вліво, руки складені на грудях у молитовному жесті. Вона одягнена в довгу білу сукню і синій плащ, накинутий на плечі, зав’язаний спереду. Голову Марії оточує круглий німб із зірками. Фігура покрита рифленим жерстяним дахом, закріпленим на 4 стрижнях. Постамент пофарбований емульсійною фарбою, фігура олійною.
Фігура задумленого Христа на колоні
Статуя була створена в 1826 році. Кам'яна скульптура Задумливого Христа встановлена на високій понад 4-метровій колоні. Він покритий металевим плоским дахом, який підтримується 4 стрижнями. На її вершині розміщено металевий хрест. Колона тосканського типу спирається на кутовий цоколь, встановлений на квадратній плиті. Христос зображений у сидячій позі, з широко розставленими ногами, ліва рука лежить на коліні, а права підпирає голову. Стегна Спасителя покриті перизонією у вигляді хустки. Обличчя з потовщеними рисами, обрамлене щетиною. Поверхня колони покрита цементною штукатуркою з декоративною фактурою.
Пам'ятник королю Казимиру Великому
Пам'ятник Казимиру Великому відкритий у 2009 р. краківським скульптором – професором Чеславом Джвігаєм, стоїть у міському парку у Скавіні. Король гордо стоїть перед палацом "Сокол".

## Міста-побратими
Тетфорд (Саффолк), Англія
Розтоки (Словаччина), Чехія
м. Хюрт, Німеччина
Турчянські Теплиці, Словаччина
Чивітанова-Марке, Італія
Перемишляни, Україна
Голешов (Чехія)